# مانچیانو
مانچیانو (به ایتالیایی: Manciano) یک کومونه در ایتالیا است که در استان گروستو واقع شده‌است.

## خصوصیات
مانچیانو ۳۷۲٫۰۴ کیلومترمربع مساحت و ۷٬۲۰۷ نفر جمعیت دارد و ۴۴۴ متر بالاتر از سطح دریا واقع شده‌است.